# Bonnier Magazine Group
Bonnier Magazine Group är en avdelning inom Bonnier AB, som samlar fyra av koncernens fem tidskriftsförlag.

## Bonnier Tidskrifter
se huvudartikeln.

## Bonnier Publications
Undantaget norska Atlantic Forlag, har samtliga förlag och företag inom Bonnier Publications sin bas i Danmark.

### Tidskriftsförlag
- Bonnier Publications International
- Bonnier Responsmedier Group, ger ut tidningar i Sverige, Danmark, Norge och Finland. Den svenska utgivningen omfattar tre titlar; Vi i villa, Vardag och Fest och reklamtidningen Easy Shopping.
- Förlaget Benjamin, huvudsaklig utgivning i Danmark, men ger även ut den svenska utgåvan av herrmagasinet FHM.

### Annan verksamhet
- Banneradministration, säljer och administrerar onlinetjänster.
- Bonnier Magazine Data, levererar abonnemangstjänster.
- Bonniers ServiceCenter, Bonnier Publications' kundtjänst.
- Børsen Forum, företag specialiserat på utbildning och framtagande av material för ekonomi och företagsledning.

## Utanför Skandinavien
- GLOBUS Comunicación

Spanskt tidskriftsförlag, med ca 15 titlar i sin utgivning
- World Publications

Amerikanskt tidskriftsförlag som ger ut ett 20-tal titlar.